# Notostomus
Notostomus is een geslacht van garnalen uit de familie van de Acanthephyridae.

## Soorten
- Notostomus auriculatus Barnard, 1950
- Notostomus crosnieri Macpherson, 1984
- Notostomus distirus Chace, 1940
- Notostomus elegans A. Milne-Edwards, 1881
- Notostomus gibbosus A. Milne-Edwards, 1881
- Notostomus japonicus Spence Bate, 1888
- Notostomus murrayi Spence Bate, 1888
- Notostomus robustus Smith, 1884
- Notostomus sparsidenticulatus Wasmer, 1986